# 基盤地図情報
基盤地図情報（きばんちずじょうほう）とは、電子地図における位置の基準となる情報のこと。

## 概要
平成19年8月29日に施行された、地理空間情報活用推進基本法（平成19年法律第63号）第2条第3項に「この法律において基盤地図情報とは、地理空間情報のうち、電子地図上における地理空間情報の位置を定めるための基準となる測量の基準点、海岸線、公共施設の境界線、行政区画その他の国土交通省令で定めるものの位置情報（国土交通省令で定める基準に適合するものに限る。）であって電磁的方式により記録されたものをいう。」と定義されている。
基盤地図情報と位置が同じ地図、地理空間情報を国や地方公共団体、民間事業者等が整備することにより、各々の地理空間情報をシームレス（継ぎ目なく）に正しく整合（接合）したり、オーバーレイ(重ね合わせ）することができる。結果、地理空間情報を高度かつ効率的に利用することが可能となる。

## 基盤地図情報の項目
基盤地図情報の情報項目は、国土交通省の「地理空間情報活用推進基本法第二条第三項の基盤地図情報に係る項目及び基盤地図情報が満たすべき基準に関する省令」において、以下の13項目が定められている。
- 測量の基準点
- 海岸線
- 公共施設の境界線（道路区域界）
- 公共施設の境界線（河川区域界）
- 行政区画の境界線及び代表点
- 道路縁
- 河川堤防の表法肩の法線
- 軌道の中心線
- 標高点
- 水涯線
- 建築物の外周線
- 市町村の町若しくは字の境界線及び代表点
- 街区の境界線及び代表点

## 整備
基盤地図情報は、地理空間情報活用推進基本法第16条第2項の規定に基づき、国土交通省の国土地理院が中心となって整備を進めており、整備された基盤地図情報は、同法第18条第2項の規定に基づき、インターネットにより無償で提供されている。基盤地図情報項目が含まれる主要測量成果は、以下のとおりとなっている。
- 都市計画基図
- 道路台帳図
- 基準点成果表
- 2万5千分1地形図
- 水路測量標記事
- 河川基盤地図

## 相互活用
地理空間情報活用推進基本法第17条に、「国及び地方公共団体は、都市計画、公共施設の管理、農地、森林等の管理、地籍調査、不動産登記、税務、統計その他のその遂行に地図の利用が必要な行政の各分野における事務又は事業を実施するため地図を作成する場合には、当該地図の対象となる区域について既に整備された基盤地図情報の相互の活用に努めるものとする。」と規定されている。